# Kamala (luchador)
Kamala (Senatobia, Misisipi, Estados Unidos, 28 de mayo de 1950-Oxford, Misisipi, Estados Unidos, 9 de agosto de 2020) fue un luchador profesional estadounidense. Trabajó para la empresa World Wrestling Federation hoy WWE, y también compitió en el circuito independiente.

## Primeros años
James Arthur Harris nació en Senatobia, Misisipi, y se crio en Coldwater, Misisippi, donde su familia era dueña de una tienda de muebles. Tenía cuatro hermanas. Cuando tenía alrededor de cuatro años, su padre fue baleado a muerte durante un juego de dados. La familia vivía del bienestar social para pagar las deudas. Se volvió un ladrón constante en su adolescencia , y en 1967, la policía local le sugirió que dejara el pueblo. Como Harris lo puso, "En ese entonces si no te marchabas como ellos te lo decían, podrías ser encontrado muerto en alguna parte." Se mudó a Florida, donde recogía fruta. A la edad de 25, se mudó a Míchigan, donde conoció al luchador Bobo Brazil. Harris empezó a entrenar como luchador, bajo la tutela del amigo de Brazil, "Tiny" Tim Hampton. Se mudó a Arkansas para continuar su entrenamiento y escapar de la nieve en Michigan.

## Carrera profesional

### Entrenamiento
Harris entrenó junto a Michael Hayes, Percy Pringle y Terry Gordy. Debutó en 1978, luchando contra The Great Mephisto. Harris luchó inicialmente como "Sugar Bear" Harris, luego como "Ugly Bear" Harris y "Big" Jim Harris.
Luchó en el Reino Unido por algunos años, desarrollando sus habilidades y el personaje de The Mississippi Mauler (el cual tenía algunas similitudes con el personaje de Kamala, que después lo haría famoso). Harris regresó a los Estados Unidos.
Mientras buscaba un nuevo traje en Memphis, Tennessee, Jerry Lawler y Jerry Jarrett le pidieron a Harris adoptar un nuevo personaje. Harris aceptó, y junto a Lawler, crearon a Kamala (originalmente Kimala), al tener ideas para un personaje originalmente desarrollado para Harris por The Great Mephisto. Jarrett y Lawler decidieron que retratar a un luchador africano podría ayudar a Harris a triunfar, a pesar de su limitada habilidad técnica como luchador y malas habilidades para las entrevistas. Hay dos historias para el origen del nombre; Jarrett dice que lo encontró de un artículo de una revista de la National Geographic que había leído, acerca de un Doctor Kimala, un investigador en Uganda. Lawler dice que el nombre derivó de la capital de Uganda, Kampala. El personaje era un caníbal ugandés bravo e ingenuo, con pintura en el cuerpo y la cara, cuyos diseños fueron copiados de una pintura de Frank Frazetta. Luchaba descalzo y con un taparrabo.
Kamala luchó en Mid-South Wrestling, Memphis y World Class Championship Wrestling a inicios de los años 80. En Mid-South Wrestling, Kamala fue apodado "The Ugandan Giant", manejado por General Skandor Akbar y retratado como un ex-guardaespaldas del Presidente de Uganda Idi Amin.

### World Wrestling Federation y United States Wrestling Association (1984-1993)
Kamala tuvo algunas estadías en la World Wrestling Federation en los años 80 y los 90. Su primera estadía fue en 1984. Como heel, manejado con un "entrenador" enmascarado en traje de safari conocido como Friday (quien era interpretado por una variedad de personas distintas dependiendo de quienes estuvieran) y "Classy" Freddie Blassie, compitió en una serie de luchas contra André The Giant, incluyendo una recordada lucha en la jaula de acero, donde perdió contra André después de que este se le sentara en su pecho dos veces. Harris posteriormente admitió haber sacado una Magnum frente a él en los casilleros la noche después de que una pelea de puños se soltara después de una lucha entre los dos. Kamala también apareció junto a Blassie y Friday, en un segmento de Tuesday Night Titans, donde (en kayfabe) comió una gallina viva, la cámara mostró otro enfoque mostrando plumas volando fuera de Kamala para crear la ilusión.
Kamala brevemente dejó la WWF, regresando en 1986, en compañía de un entrenador enmascarado llamado Kim Chee (normalmente interpretado por Steve Lombardi), y manejado por The Wizard. Durante este período, tuvo feudos con Hulk Hogan y Jake "The Snake" Roberts, este último iniciado luego de que Roberts expusiera el miedo a las serpientes de Kamala. Luego fue manejado por Mr. Fuji, y formó una pareja junto a Wild Samoan Sika, antes de dejar la WWF a fines de 1987.
Luego luchó en la United States Wrestling Association, teniendo un feudo con Jerry Lawler y Koko B. Ware, ganando el Campeonato Unificado Mundial de Peso Pesado de la USWA cuatro veces.
Kamala regresó a la WWF en 1992, junto con Kim Chee, y manejado por Harvey Wippleman. Después de perder contra The Undertaker en la primera lucha de ataúd transmitida en Survivor Series 1992, Kamala pasó a ser face, abandonando a Wippleman, para tomar al recientemente ordenado Reverend Slick como su mánager. Slick buscaba "humanizar" a Kamala, al intentar enseñarle a jugar bolos (en un segmento grabado para Coliseum Video). Iba a participar en Royal Rumble de 1993, pero no apareció en el evento. También tenía una lucha contra Bam Bam Bigelow en Wrestlemania IX, pero fue cancelada sin explicación alguna antes de que el evento iniciara.

### Post-WWF
Tras dejar la WWF en julio de 1993, Kamala regresó a su trabajo anterior de manejar un camión por dos años. Anunció que iba a volver en Royal Rumble de 1994 en la lucha principal, pero fue reemplazado por Virgil. El 29 de enero de 1994, apareció en un evento de lucha libre independiente en una escuela de Hamilton, Ohio, desafiando a un grupo de personalidades locales para botarlo.

### World Championship Wrestling (1995)
A sugerencia de Hulk Hogan, Kamala se unió a la World Championship Wrestling. Fue introducido como parte del Dungeon of Doom de Kevin Sullivan, cuya meta era poner fin a la carrera de Hogan. En su primera aparición de pago por visión de WCW, derrotó a Jim Duggan en Bash at the Beach de 1995. Perdió una pelea contra Hogan en Clash of the Champions XXXI. En su segundo y final PPV en WCW, él era parte del equipo de Dungeon of Doom en Fall Brawl 1995, el cual perdió contra el equipo de Hogan, The Hulkamaniacs. Kamala iba a luchar contra Randy Savage en Halloween Havoc 1995, pero estaba en un contrato de pago por aparición y la WCW no tenía interés en ofrecerle un contrato escrito con pago mensual. Debido a esto fue reemplazado por The Zodiac en el evento y Kamala dejó la empresa.

### World Wrestling Federation/Entertainment (2001, 2004-2006)
Luego de algunas apariciones en el circuito independiente, Kamala participó en el "Gimmick Battle Royal" en Wrestlemania X-Seven y fue eliminado por Sgt. Slaughter. El 26 de julio de 2004, hizo un sorpresivo regresó a World Wrestling Entertainment, participando en un segmento de Raw Diva Search en RAW, el cual las concursantes fueron instruidas para seducirlo. Kamala se enfrentó a Randy Orton el 11 de agosto de 2005 en Smackdown! (acompañado de Kim Chee), pero la lucha fue interrumpida por una advertencia de The Undertaker a Orton y terminó en empate. Kamala apareció en Taboo Tuesday de 2005, como una de las elecciones para el compañero de pareja de Eugene. Perdió la elección contra Jimmy Snuka, pero vino al ring junto a Jim Duggan después de la lucha para salvar a Snuka y Eugene de Tyson Tomko. El 25 de junio de 2006, en Vengeance, acompañó a Eugene al ring (junto a Doink the Clown y Hacksaw Jim Duggan) para enfrentarse a Umaga. Umaga rápidamente ganó la lucha, después de esto atacó a Eugene, Doink y Duggan. Antes de que Kamala y Umaga pudieran pelear, el mánager de Umaga, Armando Estrada, intervino. Kamala se enfrentó a Umaga la noche siguiente en Raw y perdió la lucha.

### Circuito independiente (2003-2010)

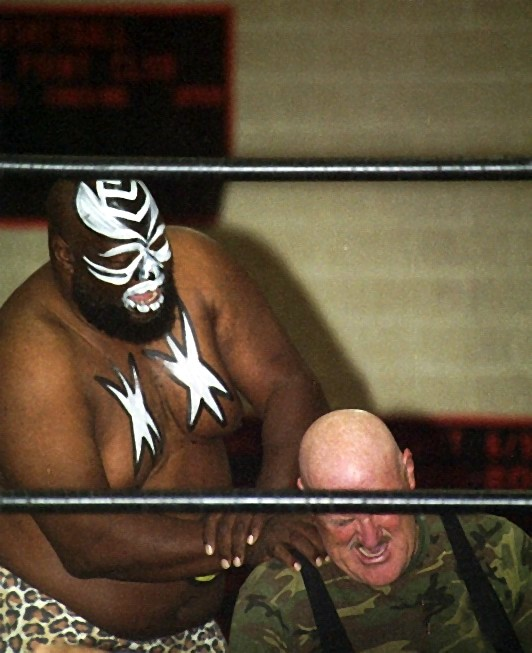
Kamala aplicando una sumisión a Sgt. Slaughter.

En 2003, Kamala luchó en Juggalo Championship Wrestling. Acompañado de The Masked Negotatior, derrotó a Tom-Dub en una lucha de "Loser Leaves JCW". En Gathering of the Juggalos de 2007, se anunció que Kamala iba a luchar en el primer Bloodymania de JCW, pero no se presentó al evento, dejando que su oponente pactado C.J. O'Doyle, trabajara como árbitro en una lucha.
En septiembre de 2006, luchó contra Bryan Danielson, en una lucha por el Campeonato Mundial de ROH. Kamala apareció en Slammiversary de Total Nonstop Action Wrestling en junio de 2008, como un invitado a la boda de SoCal Val y Jay Lethal.
En respuesta al escándalo de Hogan por sus dichos racistas, apoyó a Virgil, diciendo, «No creo que Hogan haya querido dañar a nadie al decir eso. Hogan es mi hermano hasta que él decida no serlo más».

## Vida personal
Harris estuvo casado con Sheila Stover desde 1974 a 2005. Después del divorcio de la pareja, Harris se casó con Melissa Guzmán. Desde 2007, Harris vivió con su sobrina Ashley en Senatobia, Misisipi.
Desde 1993, Harris ha estado escribiendo, cantando y produciendo su propia música. Ha escrito más de 100 canciones. Algunas de sus canciones hablan de su frustración con las condiciones de trabajo que él experimentó en la industria de la lucha libre, más notablemente el pago insuficiente. En una entrevista, Harris habló de los pagos en Summerslam 1992. Él dijo que había recibido $13.000 dólares y escuchó que su oponente, The Undertaker, recibió $500.000 dólares. El periodista de lucha libre Dave Meltzer respondió a esto, diciendo: "Yo no digo que él esté mintiendo, pero es difícil de creer... ya que hay una enorme disparidad que no tendría ningún sentido."
En julio de 1993, Harris tuvo que dejar un tour de la WWF después de un house show en Oakland, California cuando su hija menor y su hijastra fueron baleadas a muerte. El asesino intentó suicidarse, pero solamente se desfiguró así mismo. Tras su despido de la WWF en agosto, Harris exigió por el arresto y la condena del asesino. El asesino fue sentenciado a cadena perpetua y murió en 2013.
El 7 de noviembre de 2011, Harris tuvo su pierna izquierda amputada por debajo de la rodilla debido a complicaciones de presión sanguínea alta y diabetes, una condición que tenía desde 1992, pero sin aceptar tratamiento de diálisis, forzándolo a retirarse. En abril de 2012, su pierna derecha también fue amputada por debajo de la rodilla y se lanzó una campaña para buscar donaciones para cubrir sus necesidades financieras.
Harris le dijo a Bleacher Report en 2014 que él vivía de la beneficencia de discapacidad, vendiendo sillas de madera hechas a mano, y recientemente escribió un libro sobre su vida.

## Muerte
El 5 de agosto de 2020, Harris dio positivo por COVID-19 y fue hospitalizado. Probablemente lo contrajo en una de sus numerosas visitas semanales al centro de diálisis, dijo su esposa. Debido al COVID-19, comenzó a experimentar complicaciones por su diabetes. Luego sufrió un paro cardíaco el 9 de agosto de 2020, antes de morir esa misma tarde, a la edad de 70 años. Murió en Oxford, Misisipi, Estados Unidos.

## Campeonatos y logros
- Continental Wrestling Association

- AWA Southern Heavyweight Championship (1 vez)

- Great Lakes Wrestling Association

- GLWA Heavyweight Championship (1 vez)

- NWA Tri-State

- NWA United States Tag Team Championship (Tri-State version) (1 vez) - con Oki Shikina

- Southeastern Championship Wrestling

- NWA Southeastern Heavyweight Championship (Northern Division) (1 vez)

- Southeastern Xtreme Wrestling

- SXW Hardcore Championship (1 vez)

- Texas All-Star Wrestling

- TAS Six-Man Tag Team Championship (1 vez)

- United States Wrestling Association

- USWA Unified World Heavyweight Championship (4 veces)

- World Wrestling Entertainment/WWE

- WWE Hall of Fame (2025)